# Psilocybe novae-zelandiae
Psilocybe novae-zelandiae är en svampart som beskrevs av Guzmán & E. Horak 1979. Psilocybe novae-zelandiae ingår i släktet slätskivlingar och familjen Strophariaceae.   Inga underarter finns listade i Catalogue of Life.